# هيكتور ميغيل باوتيستا لوبيز
هيكتور ميغيل باوتيستا لوبيز (بالإسبانية: Héctor Miguel Bautista López)‏ هو سياسي مكسيكي، ولد في 1960 في المكسيك. حزبياً، نشط في حزب الثورة الديمقراطية. انتخب عضو مجلس الشيوخ من المكسيك وانتخب عضو مجلس النواب المكسيك.